# Anders Andersson i Öna den äldre
Anders Andersson (i riksdagen kallad Andersson i Öna), född 13 september 1760 i Väse socken, död där 20 januari 1820, var en svensk riksdagsman i bondeståndet.
Andersson företrädde Väse, Ölme och Visnums härader av Värmlands län vid riksdagen 1809–1810. Vid denna riksdag var han adjungerad ledamot i bondeståndets enskilda besvärsutskott och ledamot i förstärkta statsutskottet.
Anders Andersson var far till Anders Andersson i Öna den yngre.